# Hoover (pel·lícula)
Hoover és una pel·lícula dramàtica estatunidenca del 2000, dirigida per Rick Pamplin i protagonitzada per Ernest Borgnine interpretant el paper del director de la Federal Bureau of Investigation (FBI) John Edgar Hoover.

## Argument
La pel·lícula tracta en primera persona, i a mode biogràfic, del paper controvertit de John Edgar Hoover, fundador i màxim responsable de la Federal Bureau of Investigation (FBI).

## Repartiment
- Ernest Borgnine com a John E. Hoover
- Cartha DeLoach com a ella mateixa